# Platyclarias
Platyclarias is een monotypisch geslacht van straalvinnige vissen uit de familie van de kieuwzakmeervallen (Clariidae).

## Soort
- Platyclarias machadoi Poll, 1977